# Tulbaghia violacea
Tulbaghia violacea är en amaryllisväxtart som beskrevs av William Henry Harvey. Tulbaghia violacea ingår i släktet Tulbaghia och familjen amaryllisväxter.

## Underarter
Arten delas in i följande underarter:
- T. v. macmasteri
- T. v. violacea

## Bildgalleri

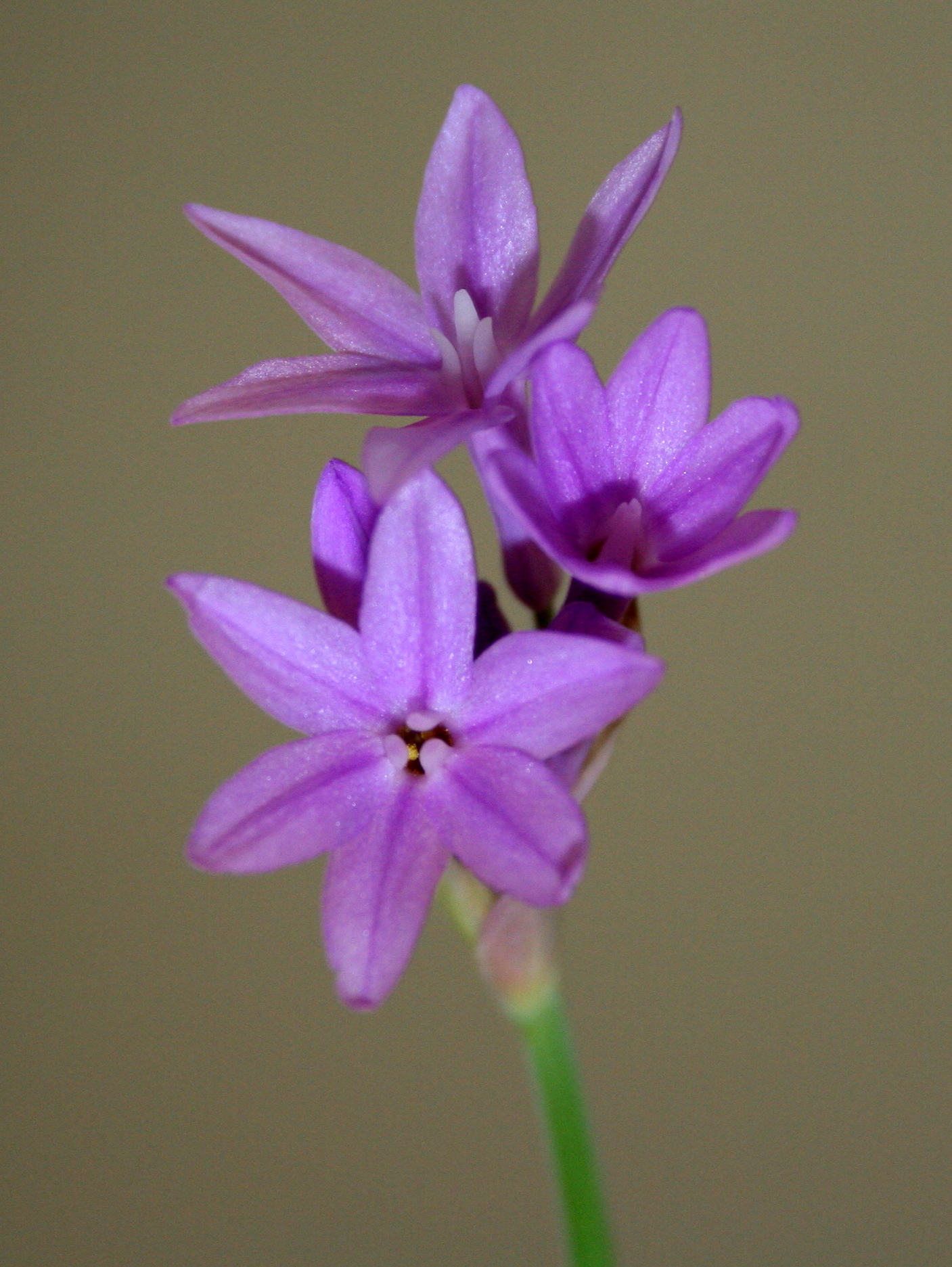
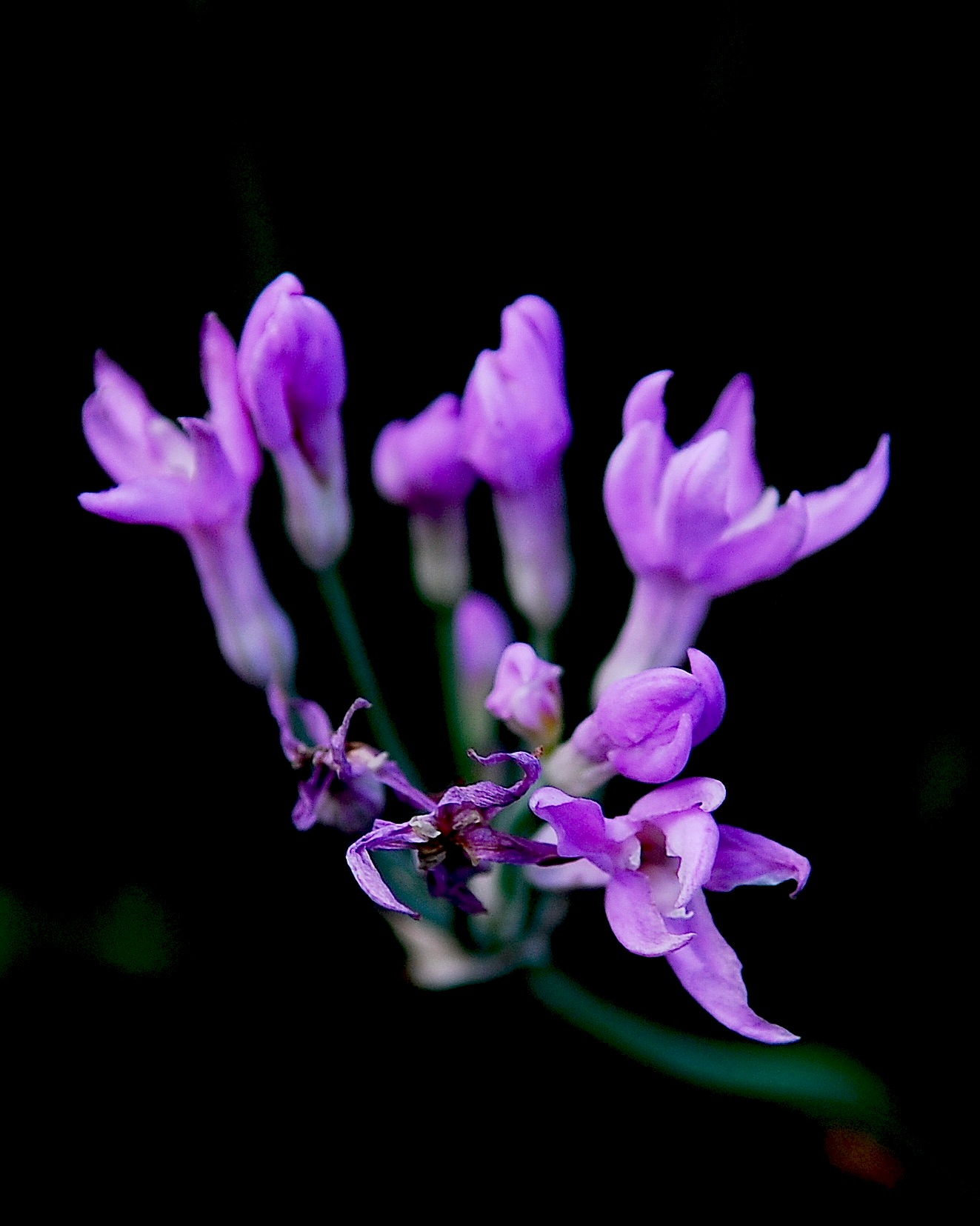
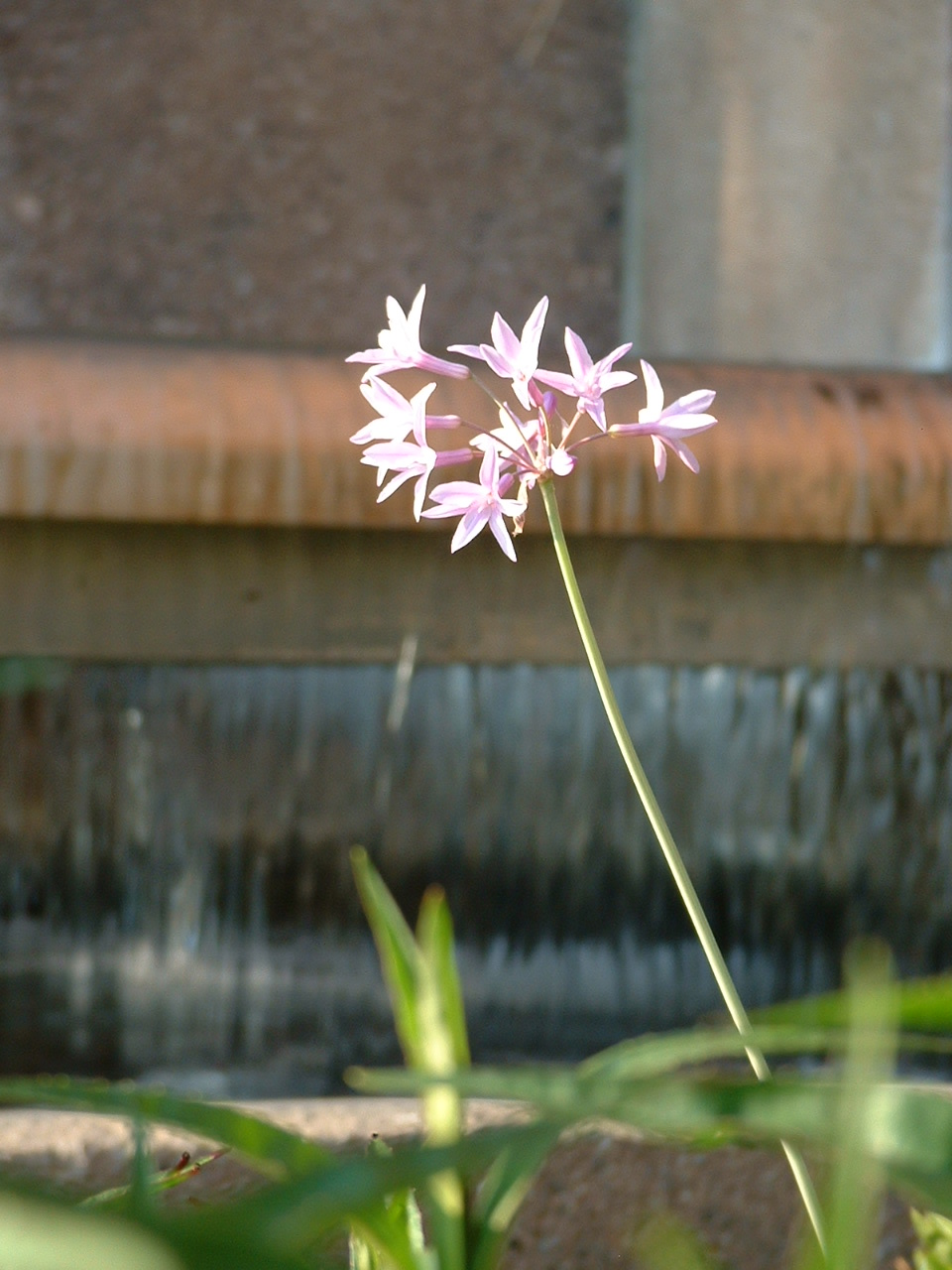
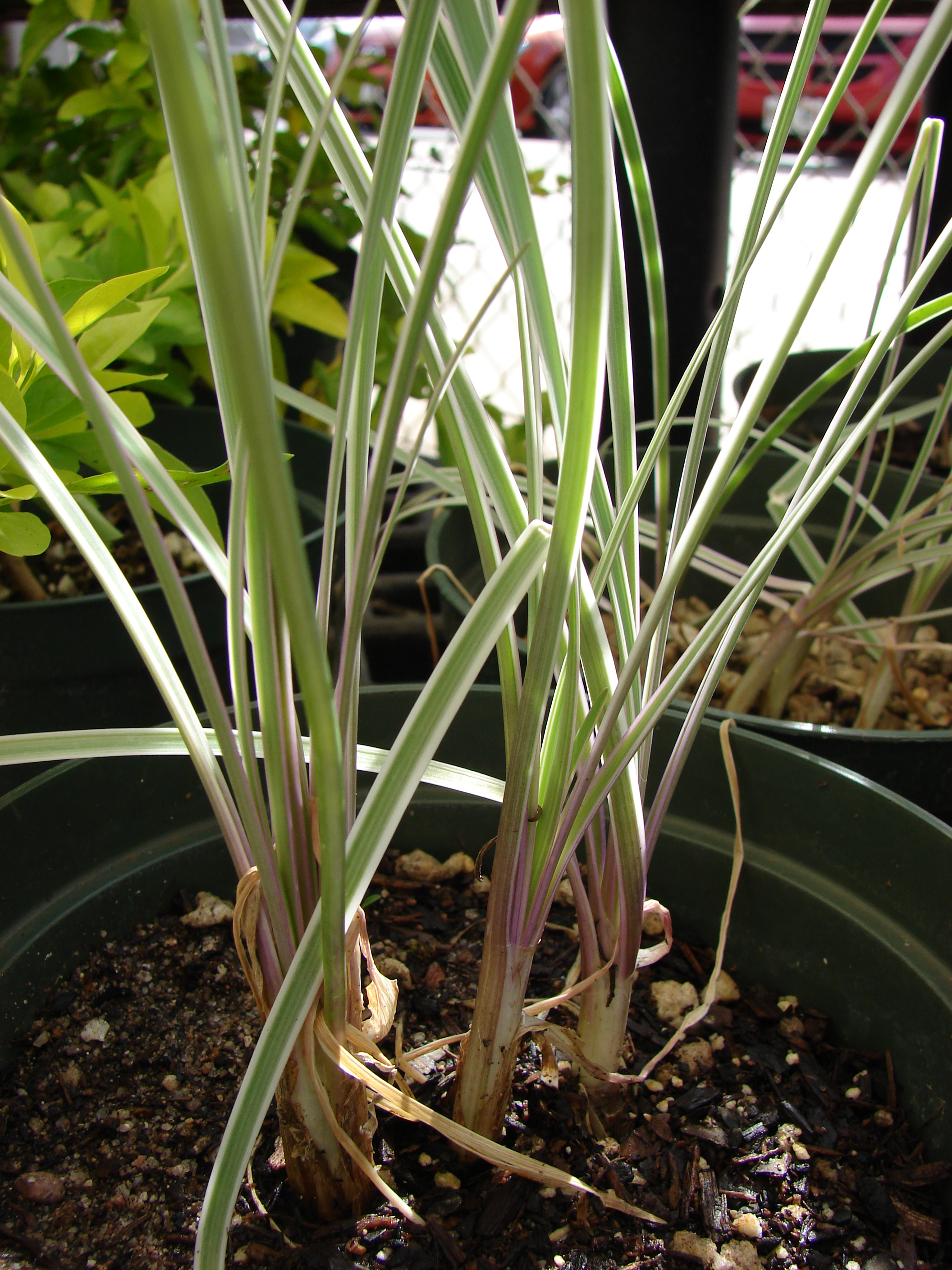